# Tibúrcio Gonçalves de Paula
Monsenhor Tibúrcio Gonçalves de Paula (São Benedito, CE, 15 de fevereiro de 1918 – Tianguá, CE, 27 de julho de 2012), mais conhecido como Monsenhor Tibúrcio, foi um religioso, escritor, educador, acadêmico e sacerdote católico brasileiro.

## Biografia
Tibúrcio nasceu em São Benedito, cidade localizada na Serra da Ibiapaba, Ceará, o nono dos dez filhos de Alice Anfrísia Barreto de Paula e de Antônio Coelho de Paula, comerciante e fazendeiro. Seu nome era uma homenagem a um tio pelo lado paterno, grande chefe político local. Sua irmã mais velha, Maria Alice de Paula Bastos, foi casada com o primo Joaquim Bastos Gonçalves, e seu irmão mais novo, Vicente Coelho de Paula, foi prefeito de São Benedito.
Ordenou-se sacerdote na Igreja Matriz de São Benedito, pelo bispo de Sobral, Dom José Tupinambá da Frota, em 1941. Assumiu a Paróquia de Tianguá em 1957 e, como Vigário Geral e líder eclesial na região, tornou-se o grande incentivador e colaborador responsável pela expansão da referida paróquia, construindo capelas e igrejas pelos bairros da cidade. Foi um dos grandes benfeitores de Tianguá, contribuindo bastante nas áreas de missionação, ação social e educação. Deve-se a ele, além de outras conquistas, a implantação do ginásio de Tianguá, da Escola Normal de Tianguá, a criação do Campus Avançado da Ibiapaba, vinculado à Universidade Vale do Acaraú, em Tianguá e o Hospital e Maternidade Madalena Nunes, hoje Sociedade Beneficente São Camilo. Monsenhor Tiburcio foi também fundador da Rádio Santana de Tianguá, um marco na radiodifusão da região da Ibiapaba. Recentemente idealizou a construção do Monumento ao Cristo Ressuscitado, estátua de 16 metros localizada no alto da chapada da Ibiapaba, podendo ser visualizada de todo o sertão do sopé da serra.
Dentre outras atividades, Monsenhor Tibúrcio foi também Vigário Cooperador do Patrocínio, Professor do Seminário e Diretor do Jornal Correio da Semana(Sobral), primeiro vigário de Cariré, Diretor Geral da Rádio Santana de Tianguá e Secretário de Educação de Tianguá, na Gestão do ex-prefeito Gilberto Moita. Foi ocupante da cadeira de Nº. 37 da Academia Sobralense de Estudos e Letras(ASEL).
Monsenhor Tibúrcio teve todo seu trabalho e empenho reconhecido pela população de Tianguá e cidades vizinhas. Hoje é homenageado com nomes de ruas, bairro e instituições sócio educativas. 